# Skórkobłonka żółtawa
Skórkobłonka żółtawa (Amylocorticium subsulphureum (P. Karst.) Pouzar) – gatunek grzybów z rodziny Amylocorticiaceae.

## Systematyka i nazewnictwo
Pozycja w klasyfikacji według Index Fungorum: Amylocorticium, Amylocorticiaceae, Amylocorticiales, Agaricomycetidae, Agaricomycetes, Agaricomycotina, Basidiomycota, Fungi. Synonimy:
- Corticium subsulphureum P. Karst. 1881
- Kneiffia subsulphurea (P. Karst.) Bres. 1903
- Terana subsulphurea (P. Karst.) Kuntze 1891

Po raz pierwszy opisał go w 1910 roku Petter Adolf Karsten, nadając mu nazwę Corticium subsulphureum. W 1959 r. Zdeněk Pouzar przeniósł go do rodzaju Amylocorticium.
Nazwę polską w 2003 r. zaproponował Władysław Wojewoda.

## Morfologia
Grzyb kortycjoidalny o jednorocznym, rozpostartym, przyrośniętym, dość miękkim owocniku z drobno włókienkowatym brzegiem. Powierzchnia hymenialna gładka, żółta.
System strzępkowy monomityczny, z dość prostymi strzępkami ze sprzążkami na wszystkich przegrodach. Gałęzie wyrastają głównie ze sprzążek. Struktura strzępkowa jest początkowo luźna, ale w miarę rozwoju staje się nieco gęstsza i grubsza. Podstawki wąsko maczugowate, około 25 × 4-5 µm z czterema sterygmami i sprzążkami bazalnymi. Cystydy 60–90 × 4–6 µm, lekko zróżnicowane i podobne do strzępek, gładkie, czasami z przegrodą ze sprzążką. Bazydiospory 5–7 × 2–2,5 µm, niemal cylindryczne z lekko pogrubionymi ściankami, gładkie i amyloidalne.

## Występowanie i siedlisko
Znane są stanowiska skórkobłonki białawej tylko w Europie i Azji. W Polsce Władysław Wojewoda w 2003 r. przytoczył 2 stanowiska, w późniejszych latach podano następne (ostatnie w 2004 r.). Na Czerwonej liście roślin i grzybów Polski ma status gatunku wymarłego.
Grzyb nadrzewny. Występuje na drewnie drzew iglastych, zwykle bez kory.